# تورریلیا
تورریلیا (به ایتالیایی: Torriglia) یک کومونه در ایتالیا است که در استان جنوا واقع شده‌است. تورریلیا ۵۸٫۸ کیلومتر مربع مساحت و ۲٬۳۲۱ نفر جمعیت دارد و ۷۶۹ متر بالاتر از سطح دریا واقع شده‌است.